# Dasychira sordida
Dasychira sordida är en fjärilsart som beskrevs av Heinrich Benno Möschler 1887. Dasychira sordida ingår i släktet Dasychira och familjen tofsspinnare. Inga underarter finns listade i Catalogue of Life.